# Teichland
Teichland (baix sòrab: Gatojce) és un municipi alemany que pertany a l'estat de Brandenburg. Forma part de l'Amt Peitz. Es troba a la zona d'assentament dels sòrabs i comprèn els nuclis de Bärenbrück (Barbuk), Neuendorf (Nowa Wjas) i Maust (Hus).

## Persones il·lustres
- Fritz Lattke/Fryco Latk (1895–1980), il·lustrador de còmics.